# Richard de Clare, 2. Earl of Pembroke

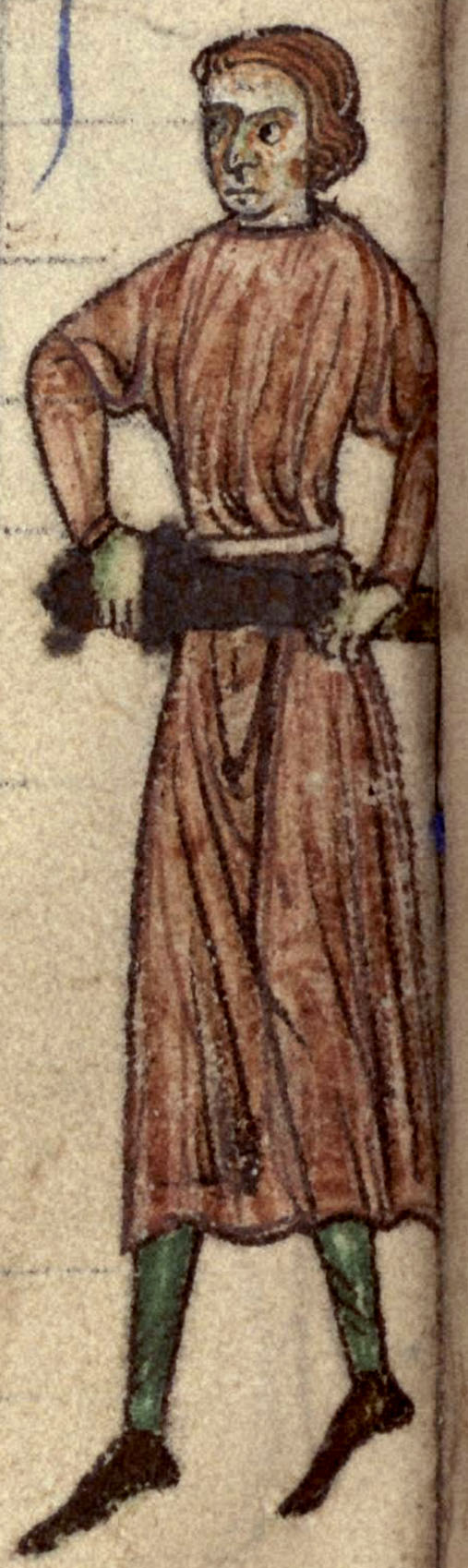
Darstellung Richard de Clares in Expugnatio Hibernica von Gerald de Barri (1170)

Richard Fitz Gilbert de Clare, genannt Strongbow (* 1130 in Tonbridge, Kent, England; † 20. April 1176 in Dublin, Irland), war 2. Earl of Pembroke, Lord of Striguil, Lord of Leinster und Marschall von England. Bekannt wurde er als Heerführer beim Feldzug nach Ostirland 1169–1171 unter König Heinrich II. von England.

## Herkunft
Richard entstammte der normannischen Adelsfamilie Clare, die mit Wilhelm dem Eroberer nach England gekommen war. Er war der Sohn von Gilbert de Clare, 1. Earl of Pembroke (auch Gilbert FitzGilbert de Clare genannt), und seiner Frau Isabel de Beaumont. Sein Onkel war Richard FitzGilbert de Clare.

## Leben
Nach dem Tod seines Vaters 1148 erbte er dessen Titel und die Besitzungen in Wales, die er aber 1168 wieder verlor. König Heinrich II. bestimmte ihn aber dazu, einen Feldzug nach Irland vorzubereiten. Er sollte Dermot MacMurrough, den König des irischen Teilkönigreiches Leinster, bei der Wiedergewinnung seiner Herrschaft gegen irische Rebellen unterstützen. Im Jahre 1170 setzte er von England nach Irland über und eroberte Waterford und Dublin. Richard heiratete im selben Jahr Aoife, die Tochter Dermot MacMurroughs.

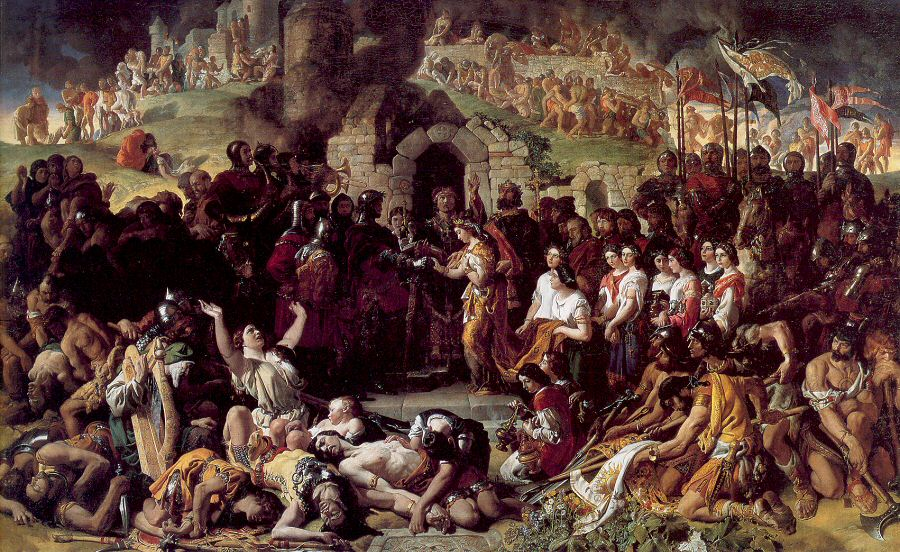
The Marriage of Aoife and Strongbow (1854) von Daniel Maclise, romantisierende Darstellung der Eheschließung zwischen Aoife MacMurrough und Strongbow

Für Heinrich II. von England war Strongbow nun aber zu mächtig geworden. Er rief daher seine Truppen zurück. Als nunmehr Dermot MacMurrough ohne männlichen Erben starb, wurde Richard, genannt Strongbow, sein Nachfolger aus dem Recht seiner Ehefrau (iure uxoris). Damit begann die Herrschaft der Anglo-Normannen in Irland. Sogleich brach ein Aufstand los, den Richard nur mühsam unterdrücken konnte. Er musste die Hilfe Heinrichs II. suchen, der ihn im Jahr 1171 aller seiner Ämter enthob und 1172 selbst einen Feldzug nach Irland durchführte. 
1173 war der König jedoch wieder auf die Hilfe Strongbows angewiesen, als seine Söhne Heinrich der Jüngere, Richard Löwenherz und Gottfried gegen ihren Vater rebellierten. Strongbow wurde wieder in seine Ämter eingesetzt und verteidigte seine Besitzungen gegen die irischen Aufständischen. 
Als er im Jahr 1176 starb, ging der Titel auf seinen minderjährigen Sohn Gilbert über, der 1185 im Alter von 12 Jahren starb. Der Titel wurde später dem Mann seiner Tochter Isabel, Sir William Marshal, neu verliehen, der die zweite Linie der Earls of Pembroke begründete.